# Franjo Šeper
Franjo Šeper (Osijek, 2 de outubro de 1905 — Roma, 30 de dezembro de 1981) foi um arcebispo católico romano croata. Foi elevado ao cardinalato em 1965 e prefeito da Congregação para a Doutrina da Fé de 1968 a 1981.

## Primeiros anos e sacerdócio
Šeper nasceu em Osijek, diocese de Djakovo, na Áustria-Hungria, depois Iugoslávia, agora Croácia. Filho do alfaiate Vjekoslav Šeper e da costureira Marija Kelemen; tinha duas irmãs, que morreram quando criança, e um irmão, que mais tarde se tornou um arqueólogo proeminente. Em 1910, a família mudou-se para Zagreb.
Estudos iniciais e eclesiásticos em Zagreb; em 1924, foi para Roma e residiu no Collegium Germanicum et Hungaricum e no Colégio de S. Girolamo degli Schiavoni; doutorou-se na Pontifícia Universidade Gregoriana em filosofia e teologia.
Ordenado sacerdote em 26 de outubro de 1930, na Basílica de Santa Maria Maior, por Giuseppe Palica, arcebispo titular de Filippi, vice-gerente de Roma; na mesma cerimônia foi ordenado Alojzije Stepinac. Retornou a Zagreb e exerceu ministério pastoral na arquidiocese de Zagreb e como professor de religião em escolas de ensino médio, 1930-1934. Secretário do arcebispo e oficial diocesano, 1934-1941. Reitor do Seminário de Zagreb, 1941-1951. Administrador da paróquia de Cristo Rei, Zagreb, 1951-1954. Quando o cardeal Stepinac foi confinado em sua cidade natal de Krašić, ele foi promovido ao episcopado.

## Episcopado
Eleito arcebispo titular de Filippopoli e nomeado coadjutor, sedi datus, de Zagreb, em 22 de julho de 1954. Consagrado em 21 de setembro seguinte, em Zagreb, por Josip Antun Ujcić, arcebispo de Belgrado, auxiliado pelos bispos auxiliares Franjo Salis-Seewis e Josip Lach. Seu lema episcopal era Veritatem facientes in caritate. Transferido para a sede metropolitana de Zagreb em 5 de março de 1960. Participou do Concílio Vaticano II, 1962-1965.

## Cardinalato
Criado cardeal-presbítero no consistório de 22 de fevereiro de 1965; recebeu o barrete vermelho e o título de Ss. Pietro e Paolo em Ostiense em 25 de fevereiro. Pró-prefeito da Sagrada Congregação para a Doutrina da Fé, 8 de janeiro a 29 de fevereiro de 1968; prefeito, 1 de março de 1968 a 25 de novembro de 1981. Šeper renunciou ao governo pastoral da arquidiocese de Zagreb em 20 de agosto de 1969. No Vaticano, participou da Primeira Assembleia Ordinária do Sínodo dos Bispos, 1967; da Primeira Assembleia Extraordinária do Sínodo dos Bispos, 1969; Segunda Assembleia Ordinária do Sínodo dos Bispos, 1971. Legado papal ao 6º Congresso Mariológico Internacional e ao 12º Congresso Mariano, Zagreb, 16 de julho de 1971. Participou da Terceira Assembleia Ordinária do Sínodo dos Bispos, 1974. Camerlengo do Sagrado Colégio dos Cardeais, de 12 de dezembro de 1974 a 24 de maio de 1976. Participou da Quarta Assembleia Ordinária do Sínodo dos Bispos, 1977.
Participou do conclave de agosto de 1978, que elegeu o Papa João Paulo I, e do conclave de outubro de 1978, que elegeu o Papa João Paulo II. Enviado papal especial para a comemoração do 11º centenário da troca de cartas entre o Papa João VIII e o príncipe croata Branimiro, Nin, Zadar, Iugoslávia, 1979. Participou da Primeira Assembleia Plenária do Sagrado Colégio dos Cardeais, 1979. Enviado papal especial para consagrar a nova catedral da diocese de Mostar-Duvno, Bósnia-Herzegovina, Iugoslávia, 1980. Participou da Quinta Assembleia Ordinária do Sínodo dos Bispos, 1980. Renunciou à prefeitura da Sagrada Congregação para a Doutrina da Fé em 25 de novembro de 1981. Duas semanas depois, ele teve que ser hospitalizado.

Cardeal Franjo Šeper faleceu em 30 de dezembro de 1981, de madrugada, de ataque cardíaco, na policlínica Gemelli. No dia seguinte, seus restos mortais foram transferidos para a igreja de S. Girolamo degli Schiavoni e expostos até 2 de janeiro de 1982, quando foram transferidos para a basílica do Vaticano para o funeral, presidido pelo Papa João Paulo II e concelebrado com os cardeais presentes; após a missa, o corpo do falecido cardeal foi levado novamente para a igreja de S. Girolamo degli Schiavone, onde, à tarde, o arcebispo Franjo Kuharić de Zagreb presidiu uma cerimônia litúrgica. Depois, o corpo foi transferido para Zagreb, onde o funeral foi celebrado dia 5, na catedral metropolitana e, em seguida, ele foi sepultado ao lado do túmulo de seu antecessor, o cardeal Stepinac.